# Network Personal Video Recorder
Мережевий персональний відеореєстратор (англ. Network Personal Video Recorder (NPVR), remote storage digital video recorder (RS-DVR), Network DVR (NDVR),  IP-UNICAST) — сервіс цифрового телебачення, який дозволяє записати будь-яку з трансльованих телепередач і подивитися скільки завгодно разів в зручний час, а також стерти. Сервіс збереження контенту в мережі з метою подальшого індивідуального перегляду.